# VentureStar

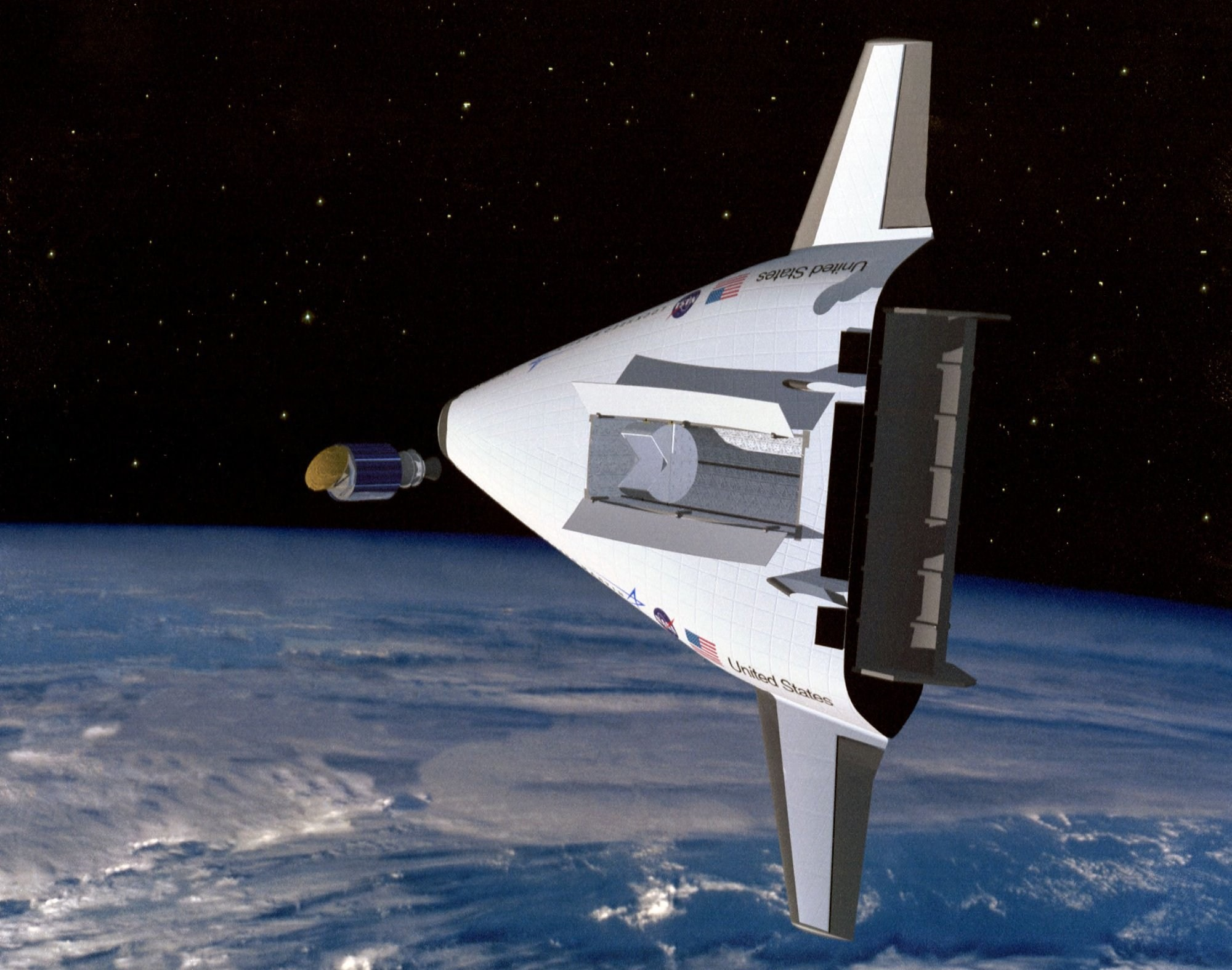

VentureStar — проект перспективного многоразового космического корабля — одноступенчатой аэрокосмической системы-космолёта (АКС) нового поколения, предложенный Lockheed Martin для создания надёжного и простого средства массового вывода людей и грузов в космос. Начат в 1992 году, в 1996 году был официально представлен публике. Итогом должно было стать создание корабля в 2004 году. Проект был остановлен ввиду технологических и финансовых проблем.

## Особенности конструкции
Аппарат взлетает вертикально, как ракета и садится, как самолёт. Орбитальный корабль — одноступенчатый, он не использует внешних баков и ускорителей. Высокой эффективности предполагалось достичь, используя клиновоздушные ракетные двигатели.

## Габариты
- Масса на старте — порядка 1000 т.
- Длина — 54 м
- Размах крыла = 60 м
- Высота — 16,8 м
- Масса ПГ — 22,5 т

## Окончание работ
Финансирование было закрыто и работы были свернуты в 2001 году на стадии изготовления прототипа Х-33 после столкновения с серьёзными техническими затруднениями.